# Anarcoprimitivismo

Bandeira símbolo do anarcoprimitivismo

O anarcoprimitivismo é uma ideologia política que defende um retorno a modos de vida não "civilizados" por meio da desindustrialização, abolição da divisão do trabalho e abandono das tecnologias de organização em grande escala. Os anarcoprimitivistas criticam as origens e o progresso da Revolução Industrial e da sociedade industrial. De acordo com o anarcoprimitivismo, a mudança de caçador-coletor para a agricultura de subsistência durante a Revolução Neolítica deu origem à coerção, alienação e estratificação sociais.
Muitos anarquistas clássicos rejeitam a crítica da civilização, enquanto alguns como Wolfi Landstreicher endossam a crítica sem se considerarem anarcoprimitivistas. Os anarcoprimitivistas se distinguem pelo foco na práxis de alcançar um estado de ser selvagem por meio do "rewilding".

## Principais conceitos
"Anarquia é a ordem do dia entre os caçadores-coletores. De fato, os críticos perguntam por que um pequeno grupo presencial precisa de um governo de qualquer maneira. [...] Se é assim, podemos ir mais longe e dizer que, como a sociedade igualitária de caça-coletas é o tipo mais antigo de sociedade humana e prevaleceu por um longo período de tempo, – ao longo de milhares de décadas – a anarquia deve ser a mais antiga. e um dos tipos mais duradouros de política. Dez mil anos atrás, todos eram anarquistas."

—Harold Barclay, Antropólogo americano
 Alguns anarcoprimitivistas afirmam que, antes do advento da agricultura, os seres humanos viviam em pequenos grupos nômades que eram social, política e economicamente igualitários. Sendo sem hierarquia, essas bandas às vezes são vistas como incorporando uma forma de anarquismo.
Os primitivistas sustentam que, após o surgimento da agricultura, as massas crescentes da humanidade tornaram-se cada vez mais dependentes da tecnologia ("tecnoadição") e das estruturas abstratas de poder decorrentes da divisão do trabalho e da hierarquia. Os primitivistas discordam sobre que grau de horticultura pode estar presente em uma sociedade anarquista, com alguns argumentando que a permacultura pode ter um papel, mas outros defendendo uma subsistência estritamente caçadores-coletores.
O primitivismo se baseou fortemente na antropologia cultural e na arqueologia. Da década de 1960 em diante, as sociedades antes vistas como "bárbaras" foram reavaliadas por acadêmicos, alguns dos quais agora sustentam que os humanos primitivos viviam em relativa paz e prosperidade no que foi chamado de "sociedade afluente original". Frank Hole, especialista em agricultura primitiva, e Kent Flannery, especialista em civilização mesoamericana, observaram que "nenhum grupo na Terra tem mais tempo de lazer do que caçadores e coletores, que o dedicam principalmente a jogos, conversas e relaxamento". Jared Diamond, no artigo "The Worst Mistake in the History of the Human Race", disse que os caçadores-coletores praticam o estilo de vida mais bem-sucedido e mais duradouro da história humana, em contraste com a agricultura, que ele descreveu como "bagunça" e que "não está claro se podemos resolvê-lo". Com base em evidências de que a expectativa de vida diminuiu com a adoção da agricultura, o antropólogo Mark Nathan Cohen pediu a necessidade de revisar a ideia tradicional de que a civilização representa progresso no bem-estar humano.
Estudiosos como Karl Polanyi e Marshall Sahlins caracterizaram as sociedades primitivas como economias de oferta com:
- bens valorizados por sua utilidade ou beleza em vez de custo;
- mercadorias trocavam mais com base na necessidade do que no valor de troca;
- distribuição à sociedade em geral, sem considerar o trabalho que os membros investiram;
- trabalho realizado sem a ideia de um salário em troca ou benefício individual, de fato em grande parte sem a noção de 'trabalho'".[11]

### Civilização e violência
Os anarcoprimitivistas veem a civilização como a lógica, instituição e aparato físico de domesticação, controle e dominação. Eles se concentram principalmente na questão das origens. A civilização é vista como o problema subjacente ou raiz da opressão, e eles acreditam que a civilização deve, portanto, ser desmontada ou destruída.
Os anarcoprimitivistas descrevem o surgimento da civilização como a mudança nos últimos 10.000 anos de uma existência profundamente conectada à rede da vida, para uma psicologicamente separada e tentando controlar o resto da vida. Eles afirmam que, antes da civilização, geralmente existia amplo tempo de lazer, considerável igualdade de gênero e igualdade social, uma abordagem não destrutiva e descontrolada do mundo natural, a ausência de violência organizada, nenhuma instituição formal ou mediadora e forte saúde e robustez. Os anarcoprimitivistas afirmam que a civilização inaugurou a guerra de massas, a subjugação das mulheres, o crescimento populacional, o trabalho ocupado, os conceitos de propriedade, as hierarquias entrincheiradas, além de incentivar a propagação de doenças. Eles afirmam que a civilização começa e se baseia em uma renúncia forçada à liberdade instintiva e que é impossível reformar essa renúncia. Com base em várias referências antropológicas, eles afirmam ainda que as sociedades de caçadores-coletores são menos suscetíveis à guerra, violência e doença.
No entanto, alguns—como Lawrence Keely—contestam isso, citando que muitas pessoas baseadas em tribos são mais propensas à violência do que estados desenvolvidos.

### Domesticação
anarcoprimitivistas, como John Zerzan, definem domesticação como "a vontade de dominar animais e plantas", alegando que a domesticação é "a base que define a civilização".
Eles também o descrevem como o processo pelo qual populações humanas previamente nômades mudaram para uma existência sedentária ou estabelecida através da agricultura e criação de animais . Eles afirmam que esse tipo de domesticação exige um relacionamento totalitário com a terra e com as plantas e animais sendo domesticados. Dizem que, enquanto em estado selvagem, toda a vida compartilha e compete por recursos, a domesticação destrói esse equilíbrio. A paisagem domesticada (por exemplo, terras pastoris/campos agrícolas e, em menor grau, horticultura e jardinagem) encerra o compartilhamento aberto de recursos; onde "isso era de todo mundo", agora é "meu". Os anarcoprimitivistas afirmam que essa noção de propriedade lançou as bases para a hierarquia social à medida que surgiram propriedade e poder. Também envolveu a destruição, escravização ou assimilação de outros grupos de pessoas que não fizeram essa transição.
Para os primitivistas, a domesticação escraviza tanto as espécies domesticadas quanto os domesticadores. Os avanços nos campos da psicologia, antropologia e sociologia permitem que os humanos se quantifiquem e se objetifiquem, até que eles também se tornem mercadorias.

#### Reprimitização e reconexão
Para a maioria dos anarquistas primitivistas, se primitizar e se reconectar com a Terra é um projeto de vida. Eles afirmam que não deve se limitar à compreensão intelectual ou à prática de habilidades primitivas, mas, em vez disso, é uma compreensão profunda das maneiras difundidas pelas quais somos domesticados, fraturados e deslocados de nós mesmos, um do outro e do outro. mundo. A reprimitização é entendido como tendo um componente físico que envolve recuperar habilidades e desenvolver métodos para uma coexistência sustentável, incluindo como alimentar, abrigar e curar a nós mesmos com as plantas, animais e materiais que ocorrem naturalmente em nossas biorregiões. Diz-se também que inclui o desmantelamento das manifestações físicas, aparatos e infra-estrutura da civilização.
A reprimitização é também descrita como tendo um componente emocional, que envolve curar a nós mesmos e aos outros daquilo que são percebidos como feridas de 10.000 anos de idade, aprender a viver juntos em comunidades não hierárquicas e não opressivas e desestruturar a mentalidade domesticadora em nossos padrões sociais. Para o primitivista, "retroceder inclui priorizar a experiência direta e a paixão sobre mediação e alienação, repensar todas as dinâmicas e aspectos da realidade, conectar-se à nossa fúria feroz para defender nossas vidas e lutar por uma existência liberada, desenvolvendo mais confiança em nossa intuição. e estar mais conectado aos nossos instintos e recuperar o equilíbrio que foi virtualmente destruído após milhares de anos de controle patriarcal e domesticação. Reprimitização é o processo de tornar-se incivilizado".

### Consumismo e sociedade de massa
Brian Sheppard afirma que o anarcoprimitivismo não é uma forma de anarquismo. Em Anarchism vs. Primitivism, ele diz:

"Nas últimas décadas, grupos de místicos quase religiosos começaram a igualar o primitivismo que eles advogam (rejeição da ciência, racionalidade e tecnologia, muitas vezes agrupados sob um termo geral "tecnologia") com anarquismo. Na realidade, os dois não têm nada a ver um com o outro".
Andrew Flood concorda com essa afirmação e aponta que o primitivismo se choca com o que ele identifica como o objetivo fundamental do anarquismo: "a criação de uma sociedade de massa livre".
Os primitivistas não acreditam que uma "sociedade de massa" possa ser livre. Eles acreditam que a indústria e a agricultura inevitavelmente levam à hierarquia e alienação. Eles argumentam que a divisão do trabalho das sociedades tecno-industriais exige que as pessoas confiem nas fábricas e no trabalho de outros especialistas para produzir alimentos, roupas, abrigos e outras necessidades e que essa dependência as força a permanecer parte disso. sociedade, gostem ou não.

### Crítica do tempo mecânico e cultura simbólica
Alguns anarcoprimitivistas veem a mudança em direção a uma cultura cada vez mais simbólica como altamente problemática, no sentido em que ela nos separa da interação direta. Freqüentemente a resposta a isso, por aqueles que assumem que isso significa que os primitivistas preferem eliminar completamente todas as formas de cultura simbólica, é algo com o efeito de "Então, você só quer grunhir?". Contudo, normalmente a crítica considera os problemas inerentes a uma forma de comunicação e compreensão que se baseia principalmente no pensamento simbólico em detrimento (e até exclusão) de outros meios de compreensão sensuais e não mediados. A ênfase no simbólico é um afastamento da experiência direta para a experiência mediada na forma de linguagem, arte, número, tempo, etc.
Os anarcoprimitivistas afirmam que a cultura simbólica filtra toda a nossa percepção através de símbolos formais e informais e nos separa do contato direto e não mediado com a realidade. Vai além de apenas dar nomes às coisas e se estende a ter um relacionamento indireto com uma imagem distorcida do mundo que passou pelas lentes da representação. É discutível se os seres humanos estão "conectados" ao pensamento simbólico, ou se ele se desenvolveu como uma mudança ou adaptação cultural, mas, de acordo com os anarcoprimitivistas, o modo simbólico de expressão e compreensão é limitado, enganoso e excessivo. sobre isso leva à objetificação, alienação e perceptiva visão do túnel. Muitos anarcoprimitivistas promovem e praticam entrar em contato e reavivar métodos de interação e cognição adormecidos e/ou subutilizados, como tato e olfato, além de experimentar e desenvolver modos únicos e pessoais de compreensão e expressão.
Em relação aos primitivistas que estenderam sua crítica da cultura simbólica à própria linguagem, o professor da Universidade de Georgetown, Mark Lance, descreve essa teoria particular do primitivismo como "literalmente insana, para que seja necessária uma comunicação adequada para criar dentro da caixa um meio de destruir a caixa".

## Críticae contra-crítica
Os críticos notáveis do anarcoprimitivismo incluem os anarquistas pós-esquerdismo Wolfi Landstreicher e Jason McQuinn, Ted Kaczynski (o "Unabomber"), e, especialmente, o socialista libertário Murray Bookchin, como visto em seu trabalho polêmico, Social Anarchism or Lifestyle Anarchism.

### Redação e semântica
O escritor ativista Derrick Jensen escreveu em Walking on Water que é frequentemente classificado como "ludita " e "anarcoprimitivista. Ambos os rótulos se encaixam bem, suponho". Outros também designaram seu trabalho com o último termo; no entanto, mais recentemente, Jensen começou a rejeitar categoricamente o rótulo "primitivista", descrevendo-o como uma "maneira racista de descrever os povos indígenas". Ele prefere ser chamado de "indigenista" ou "aliado dos indígenas".

### Hipocrisia
Uma crítica comum é a hipocrisia, ou seja, as pessoas que rejeitam a civilização geralmente mantêm um estilo de vida civilizado, muitas vezes enquanto ainda usam a tecnologia industrial a que se opõem para espalhar sua mensagem. Jensen rebate que essa crítica apenas recorre a um argumentum ad hominem, atacando indivíduos, mas não a validade real de suas crenças. Ele ainda responde que trabalhar para evitar completamente essa hipocrisia é ineficaz, egoísta e um direcionamento inadequado das energias ativistas. O primitivista John Zerzan admite que viver com essa hipocrisia é um mal necessário para continuar contribuindo para uma conversa intelectual mais ampla. Jason Godesky sustenta que a acusação de hipocrisia é uma generalização, afirmando que "nem todos os primitivistas são contra a tecnologia por si só; apenas alguns. Muitos primitivistas sustentam que a tecnologia é ambígua (...) Portanto, a acusação de hipocrisia só se sustenta se estendermos as crenças de alguns primitivistas a todos os primitivistas, ou ao próprio primitivismo".

### Glorificação das sociedades indígenas
Wolfi Landstreicher e Jason McQuinn, pós-esquerdistas, criticaram os exageros romantizados das sociedades indígenas e o pseudocientífico (e até místico) à apelo à natureza que eles percebem na ideologia anarcoprimitivista e na ecologia profunda. Zerzan respondeu que a visão anarcoprimitivista não está idealizando os indígenas, mas "tem sido a visão predominante apresentada nos livros didáticos de antropologia e arqueologia nas últimas décadas. Parece utópico, mas agora é o paradigma geralmente aceito".
Ted Kaczynski também argumentou que certos anarcoprimitivistas exageraram a curta semana de trabalho da sociedade primitiva. Argumentando que eles examinam apenas o processo de extração de alimentos e não o processamento de alimentos, criação de fogo e puericultura, que soma mais de 40 horas por semana.

### Críticas de anarquistas sociais
Além de Murray Bookchin, muitos anarquistas sociais e orientados para a luta de classes criticam o primitivismo como oferecendo "nenhum caminho a seguir na luta por uma sociedade livre" e que "frequentemente seus seguidores acabam minando essa luta atacando as próprias coisas, como organização de massa, que são um requisito para ganhar". Outros anarquistas sociais também argumentaram que o abandono da tecnologia terá consequências perigosas, apontando que cerca de 50% da população do Reino Unido precisa de óculos e ficaria seriamente prejudicada. Os resíduos radioativos precisariam ser monitorados por dezenas de milhares de anos com equipamentos de alta tecnologia para evitar que vazassem nos ecossistemas, que milhões de pessoas que precisam de tratamento regular de doenças morressem e que a remoção de livros, músicas gravadas e equipamentos médicos, aquecimento central e saneamento resultariam em uma queda rápida da qualidade de vida. Além disso, os anarquistas sociais afirmam que, sem agricultura avançada, a superfície da Terra não seria capaz de suportar bilhões de pessoas, o que significa que a construção de uma sociedade primitivista exigiria a morte de bilhões.

### Livros
- AbdelRahim, Layla (2015). Children's Literature, Domestication, and Social Foundation: Narratives of Civilization and Wilderness. Routledge. New York: [s.n.] ISBN 978-0-415-66110-2
- AbdelRahim, Layla (2013). Wild Children – Domesticated Dreams: Civilization and the Birth of Education. Fernwood. Halifax: [s.n.] ISBN 978-1-552-66548-0
- Booth, Stephen (2001). Primitivism an Illusion With No Future. Green Anarchist. [S.l.: s.n.] ISBN 0-9521226-3-4
- Diamond, Stanley (1974). In Search of the Primitive: A Critique of Civilization. Transaction Publishers. [S.l.: s.n.] ISBN 978-0-87855-582-6
- Ellul, Jacques (1964). The Technological Society. Knopf. New York: [s.n.] ISBN 9780394703909
- Gagliano, Giuseppe (2010). Il ritorno alla Madre Terra. L'utopia verde tra ecologia radicale e ecoterrorismo. Editrice Uniservice (em italiano). [S.l.: s.n.] ISBN 978-88-6178-595-3
- Glendinning, Chellis (1994). My Name is Chellis and I'm in Recovery from Western Civilization. Shambhala. [S.l.: s.n.] ISBN 0-87773-996-X
- Humphrey, Matthew (2007). «Anarcho-primitivism and direct action politics». Ecological Politics And Democratic Theory: The Challenge to the Deliberative Ideal. Psychology Press. [S.l.: s.n.] ISBN 978-0-415-31431-2
- Jensen, Derrick (2000). A Language Older Than Words. Context Books. New York: [s.n.] ISBN 1-893956-03-2
- Jensen, Derrick (2002). The Culture of Make Believe. Context Books. New York: [s.n.] ISBN 1-893956-28-8
- Kaczynski, Theodore (1996) [1995]. The Unabomber Manifesto: Industrial Society and Its Future. Jolly Roger Press 3rd ed. Berkeley: [s.n.] ISBN 0-9634205-2-6
- Mander, Jerry (1992). In the Absence of the Sacred: The Failure of Technology and the Survival of the Indian Nations. Sierra Club Books. [S.l.: s.n.] ISBN 9780871565099
- Perlman, Fredy (1983). Against His-Story, Against Leviathan!. Black & Red Books. Detroit: [s.n.] ISBN 9780934868259
- Quinn, Daniel (1992). Ishmael. Bantam. New York: [s.n.] ISBN 0-553-07875-5
- Taylor, Bron (2010). Dark Green Religion: Nature Spirituality and the Planetary Future. University of California Press. [S.l.: s.n.] pp. 91 onwards. ISBN 978-0-520-26100-6
- Tucker, Kevin (2009). For Wildness and Anarchy. Black and Green Press. Greensburg, PA: [s.n.]
- Watson, David (1998). Against the Megamachine. Autonomedia. Brooklyn: [s.n.] ISBN 1-57027-087-2
- Zerzan, John (1999). Elements of refusal. C.A.L. Press/Paleo Editions. Columbia, MO: [s.n.] ISBN 9781890532017
- James Luchte (2012). Of the Feral Children. Createspace. London: [s.n.] ISBN 1479294888

### Periódicos
- Green Anarchy: Um Jornal Anti-Civilização de Teoria e Ação
- Species Traitor: Um Jornal Anarcoprimitivista Insurrecional
- Disorderly Conduct (diário)
- Fifth Estate: Uma Revista Anti-Autoritária de Ideias e Ação

### Online
- Kaczynski, Ted (1999). «Ship of Fools». OFF! Magazine (student zine at SUNY Binghamton). Binghamton, Nova Iorque. Cópia arquivada em 31 de dezembro de 2005
- Kosman, Mark. «Marx, Engels, Luxemburg and the Return to Primitive Communism». Cópia arquivada em 12 de dezembro de 2013
- Etherington, Ben (12 de maio de 2018). «The New Primitives». Los Angeles Review of Books. Los Angeles, Califórnia